# Старь (смт)
Старь (рос. Старь) — селище міського типу, в Дятьковському району Брянської області, Росія.
Населення селища становить 5 034 особи (2006; 5 096 в 2002, 5 663 в 1989).

## Географія
Селище розташоване на річці Старь, лівій притоці річки Ветьма, басейн Десни.

## Історія
Селище відоме з 1785 року, статус селища міського типу отримано в 1927 році.

## Економіка
В селищі працює скляний завод.

## Видатні місця
- Церква ікони Божої Матері (1900)